# Lago Deep Creek
El lago Deep Creek es el cuerpo de agua interior más grande del estado de Maryland, Estados Unidos. Tiene una superficie de aproximadamente 16 km² y una línea costera de 111 km de extensión. Como todos los lagos en Maryland, es un lago artificial. Es hábitat de una gran variedad de peces de agua dulce y aves acuáticas. Se encuentra en el condado de Garrett, cerca de la estación de esquí Wisp.

## Origen
El lago tuvo su origen en el proyecto hidroeléctrico que la compañía Youghiogheny desarrolló en la década de 1920. La represa Deep Creek, ubicada a unos 13 km al norte de Oakland, Maryland, consiste en una pared de roca y tierra ubicada en un afluente del río Youghiogheny. La construcción de la represa comenzó en 1923 finalizó en 1925. La planta hidroeléctrica comenzó a funcionar el 26 de mayo de 1925. El estado estadounidense de Maryland adquirió el lago en 2000 a la Pennsylvania Electric Company y el acceso del público se realiza desde el Parque Estatal Deep Creek Lake.

## Pesca
Los especies más capturadas incluyen, entre otras:
- lubina (Micropterus salmoides)
- perca de roca (Ambloplites rupestris)
- lucio europeo (Esox lucius)
- lucio perca (Sander vitreus)
- perca amarilla (Perca flavescens)
- trucha marrón (Salmo trutta)
- trucha arcoíris (Oncorhynchus mykiss)
- lucio (Esox niger)
- mojarra negra (Pomoxis nigromaculatus)
- mojarra oreja azul (Lepomis macrochirus)
- mojarra oreja roja (Lepomis microlophus)
- carpa común (Cyprinus carpio)